# Saba (wyspa)
Saba – wyspa i gmina zamorska (openbaar lichaam / public body) w Ameryce Północnej, w Holandii Karaibskiej należąca do Holandii, na Morzu Karaibskim, wchodząca w skład Wysp Nawietrznych. Wchodzi w skład grupy wysp BES oraz wysp SSS, należących do archipelagu Małych Antyli. Stolicą jest the Bottom. Nad wyspą góruje wulkan Mount Scenery (870 m), będący najwyższym wzniesieniem Królestwa Niderlandów. Do 9 października 2010 r. był najmniejszą wyspą Antyli Holenderskich. Do wyspy należy również niezamieszkana wyspa Green Island, leżąca ok. 250 m na północ od Saby. Nie należy do strefy Schengen, ani do Unii Europejskiej. Językiem oficjalnym wyspy jest niderlandzki, lecz głównym używanym jest język angielski, który od 1986 r. służy jako język nauczania w szkołach.

## Nazwa
Nazwa wyspy pochodzi od karaibskiego "siba" (pol. "skały").

## Historia
Krzysztof Kolumb odkrył Sabę 13 listopada 1493 r. podczas swojej drugiej wyprawy i nazwał ją Isla de San Cristóbal (pol. Wyspa św. Krzysztofa). Wziął ją w posiadanie dla hiszpańskiej korony. W roku 1632 na niezamieszkanej wyspie pojawili się pierwsi Anglicy, którzy byli jej pierwszymi Europejczykami. Trzy lata później na wyspie zagubił się Francuz, który anektował ja w imieniu Ludwika XIII.
W 1640 r. wyspę przejęła Holenderska Kompania Zachodnioindyjska. W następnych stuleciach wyspa należała do Wielkiej Brytanii, Francji oraz Hiszpanii aż w końcu ostatecznie od 1816 r. należy do Królestwa Niderlandów.
W 1925 r. sprowadzono na Sabę osły, które służyły jako środek transportu. Do tego czasu robili to tragarze. 
W 1938 r. zbudowano pierwszą drogę The Road na wyspie, a w 1947 r. pojawił się tutaj pierwszy samochód.
W roku 1954 Saba stała się częścią Antyli Holenderskich.
9 luteo 1959 r. na wyspie wylądował pierwszy samolot, a cztery lata później wybudowano tutaj port lotniczy Juancho E. Yrausquin.
Od 1970 r. cała wyspa została zelektryfikowana, dwa lata później rozbudowano port morski Fort Bay. W 1980 r. wybudowano komorę dekompresyjną, a w 1992 r. otworzono prywatną wyższą szkołę medyczną Saba University School of Medicine.
Na podstawie reformy konstytucyjnej Królestwa Niderlandów, 10 października 2010 Antyle Holenderskie przestały istnieć, a Saba stała się holenderską gminą zamorską, która będzie mogła zostać włączona, jeśli sobie tego zażyczy, do Unii Europejskiej jako jej obszar specjalny..
1 stycznia 2011 r. dolar amerykański zastąpił guldena, jako oficjalny środek płatniczy na wyspie.
W 2017 do wyspy dotarł huragan Irma.

## Geografia
Saba jest górzystą wyspą pochodzenia wulkanicznego, z najwyższym szczytem Mount Scenery, który jest wulkanem o wysokości 870 m n.p.m. Jest prawie okrągła, powierzchnia jej wynosi 13,00 km², a średnica jej wynosi 4,5 km. Otoczona jest klifami, nie posiada naturalnych plaż. Panuje tutaj klimat równikowy, wysokie opady i temperatury, ze średnią roczną 26 °C. Zbocza wulkanu porastają lasy tropikalne. Świat zwierząt należy do antylskiej krainy neotropikalnej.
Geologicznie, jest młodą wyspą, powstałą poprzez wulkaniczną subdukcję w przeciągu ostatnich 500 000 lat. Pierwsza erupcja wulkanu nastąpiła ok. 1640 r., krótko przed tym, jak zaczęli osiedlać się tutaj Europejczycy.

## Podział administracyjny
Na wyspie znajdują się cztery miejscowości (kern):
| Miejscowość         | Liczba mieszkańców (1 stycznia 2024) |
| ------------------- | ------------------------------------ |
| St. Johns           | 223                                  |
| The Bottom, stolica | 737                                  |
| Windwardside        | 663                                  |
| Zion’s Hill         | 437                                  |

## Demografia
Powierzchnia Saby wynosi 13 km². 1 stycznia 2024 r. liczyła 2060 mieszkańców. W 2011 r. wyspę zamieszkiwało 1797 osób, a w 2020 r. - 1933.

### Narodowości
56,8% mieszkańców wyspy to Holendrzy (1 stycznia 2024).
| Kontynent | Liczba |
| --------- | ------ |
| Afryka    | 27     |
| Ameryka   | 1710   |
| Azja      | 153    |
| Europa    | 169    |
| Oceania   | 1      |

### Polacy na Sabie
W 2024 r. na Sabie mieszkał jeden Polak. W poprzednich latach liczba osób narodowości polskiej przedstawiała się następująco:
| Rok  | Liczba |
| ---- | ------ |
| 2011 | 2      |
| 2015 | 1      |
| 2020 | 1      |

## Transport
Jedynym lotniskiem na wyspie jest port lotniczy Juancho E. Yrausquin.

## Religia
Zgodnie z danymi statystycznymi za 2021 r.:
- katolicy – 50,1%
- niereligijni – 20,4%
- anglikanie – 8,9%
- pentekostaliści – 6,7%
- adwentyści dnia siódmego – 3,6%
- ewangelikalni – 2,4%
- inne religie – 7,9%

37,9% wiernych nie chodzi do kościoła wcale, bądź rzadziej niż raz w miesiącu.

## Turystyka
Turyści przybywający na wyspę w 2023 r.:
| Kraj                 | %  |
| -------------------- | -- |
| Holandia             | 26 |
| Stany Zjednoczone    | 25 |
| Karaiby Holenderskie | 23 |
| Francja              | 7  |
| Kanada               | 5  |
| Wielka Brytania      | 2  |
| Kolumbia             | 1  |
| Niemcy               | 1  |
| Pozostałe            | 10 |

## Galeria

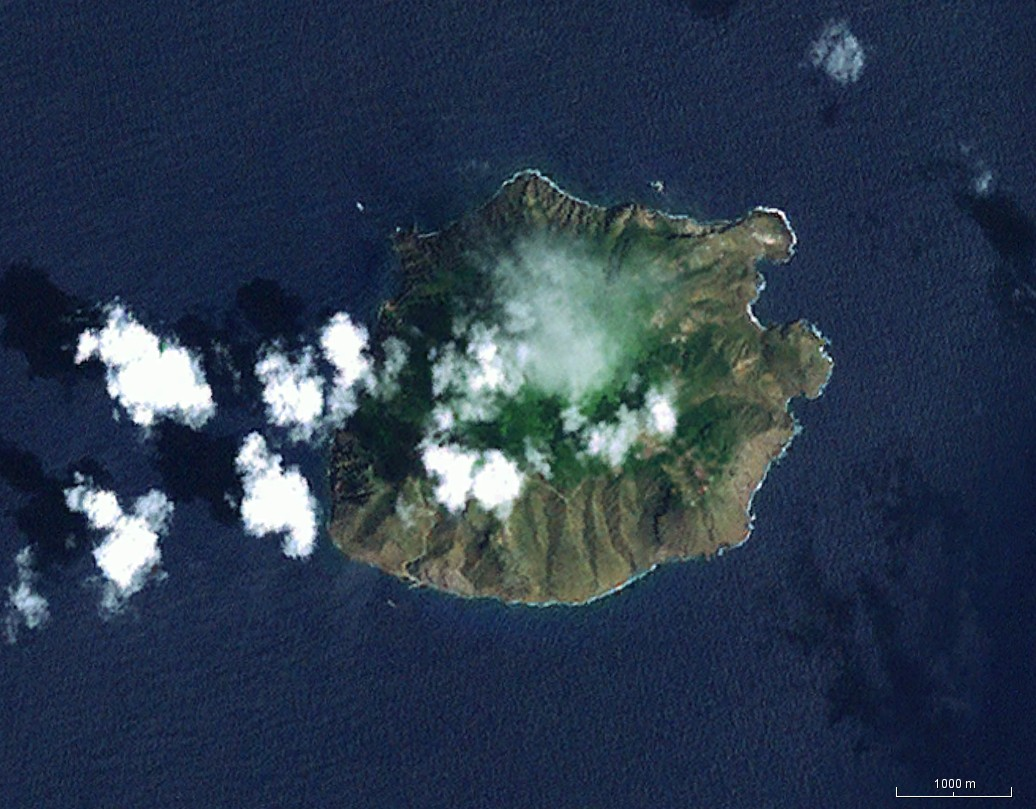
Zdjęcie satelitarne wyspy
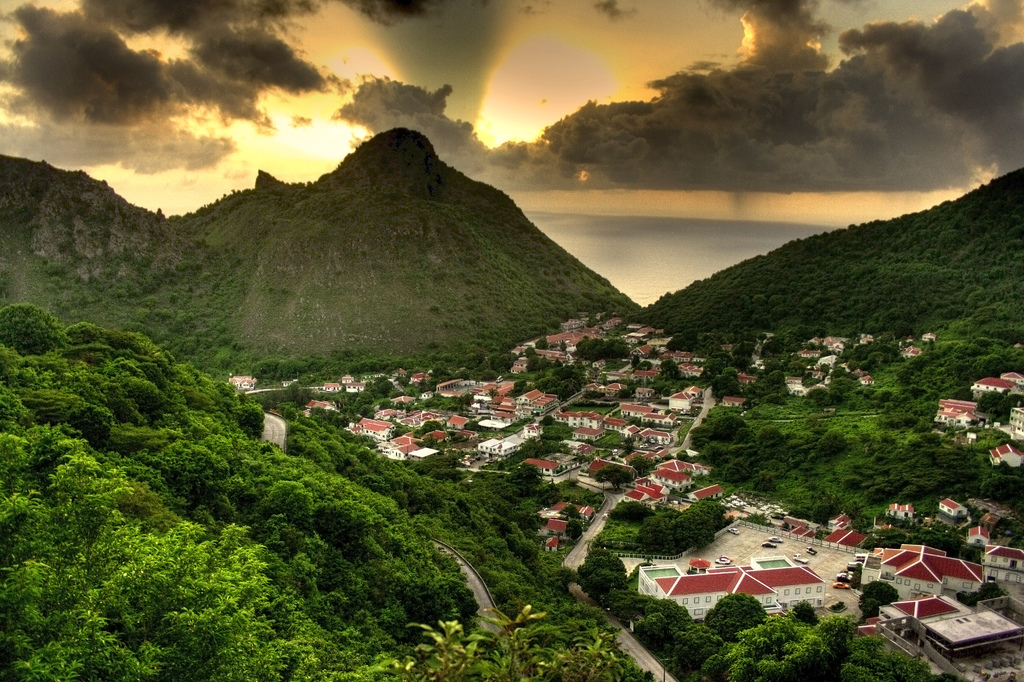
The Bottom – stolica oraz największa miejscowość wyspy
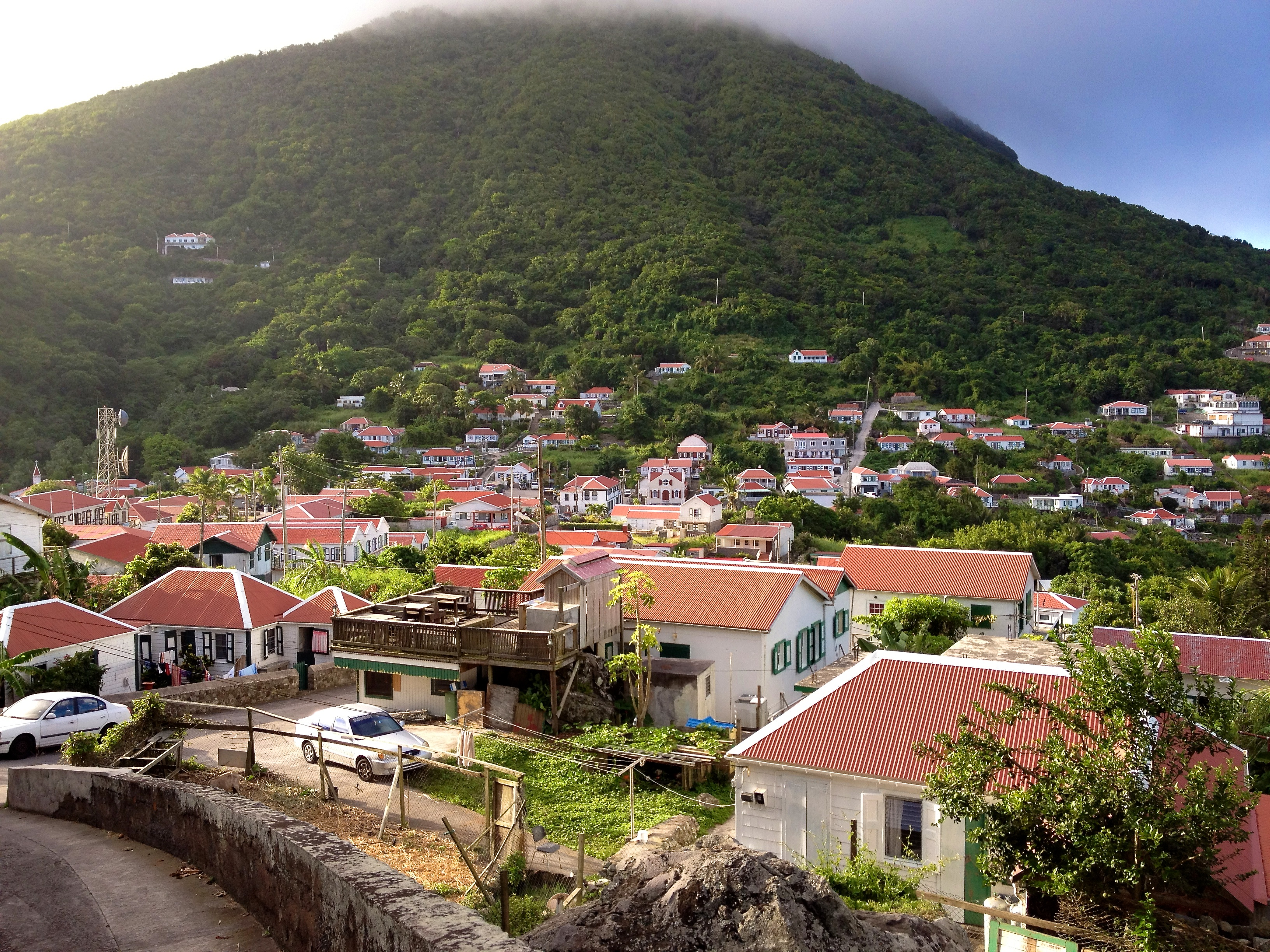
Windwardside – druga miejscowość pod względem liczby mieszkańców